# ماساکی کانو
ماساکی کانو (انگلیسی: Masaaki Kanno؛ زادهٔ ۱۵ اوت ۱۹۶۰) بازیکن فوتبال اهل ژاپن است.
از باشگاه‌هایی که در آن بازی کرده‌است می‌توان به باشگاه فوتبال جف یونایتد ایچیهارا چیبا اشاره کرد.